# Kuolema tekee taiteilijan
Kuolema tekee taiteilijan je singl od finské kapely Nightwish.

## Seznam skladeb
1. „Kuolema Tekee Taiteilijan“ – 3:41
2. „Creek Mary's Blood (Orchestral Version)“ – 7:18
3. „Symphony Of Destruction (Live)“ – 4:19